# Kvíčovice
Kvíčovice är en ort i Tjeckien.   Den ligger i regionen Plzeň, i den västra delen av landet, 110 km sydväst om huvudstaden Prag. Kvíčovice ligger 372 meter över havet och antalet invånare är 342.
Terrängen runt Kvíčovice är huvudsakligen platt. Kvíčovice ligger nere i en dal. Runt Kvíčovice är det ganska tätbefolkat, med 111 invånare per kvadratkilometer. Närmaste större samhälle är Holýšov, 2,1 km öster om Kvíčovice. I omgivningarna runt Kvíčovice växer i huvudsak blandskog.